# Kostermanthus
Kostermanthus é um género botânico pertencente à família chrysobalanaceae, composto por somente três espécies.

## Espécies
- Kostermanthus heteropetalus
- Kostermanthus malayanus
- Kostermanthus robustus